# Hope (Myrath)
Hope è l'album di debutto del gruppo progressive metal tunisino Myrath.

## Tracce
1. Intro – 2:07
2. Confession – 6:38
3. Hope – 8:54
4. Last Breath – 4:25
5. Seven Sins – 11:24
6. Fade Away – 4:48
7. All My Fears – 5:13
8. My Inner War – 8:34